# Cumanotus fernaldi
Cumanotus fernaldi is een slakkensoort uit de familie van de Cumanotidae. De wetenschappelijke naam van de soort is voor het eerst geldig gepubliceerd in 1984 door Thompson & Brown.